# Mons-Boubert
Mons-Boubert – miejscowość i gmina we Francji, w regionie Hauts-de-France, w departamencie Somma.
Według danych na rok 2011 gminę zamieszkiwało 528 osób, a gęstość zaludnienia wynosiła 55 osób/km² (wśród 2293 gmin Pikardii Mons-Boubert plasuje się na 532. miejscu pod względem liczby ludności, natomiast pod względem powierzchni na miejscu 486.).